# Gunung Marijo
Gunung Marijo is een bestuurslaag in het regentschap Tapanuli Tengah van de provincie Noord-Sumatra, Indonesië. Gunung Marijo telt 1879 inwoners (volkstelling 2010).